# Рядовое время
Рядовое время, Обычное время (Рядовой период, лат. Tempus per annum) — часть литургического года в западной традиции с Крещения до Пепельной Среды и с Праздника Пятидесятницы до начала Адвента. Самый продолжительный период в году, в общей сложности насчитывающий до 34 недель. Литургический цвет — зелёный. Сам термин появился после литургической реформы календаря в середине XX века, в дореформенном календаре соответствующий период делился на недели от Богоявления до Семидесятницы, подготовительное время от Семядисятницы до Великого поста и недели после Пятидесятницы.

## Праздники рядового времени
- Сретение — 2 февраля
- День Святой Троицы — 1-е воскресенье после Пятидесятницы
- Праздник Тела и Крови Христовых — 11 день после Пятидесятницы
- Праздник Сердца Иисуса — 19 день после Пятидесятницы
- Праздник Сердца Марии — 20 после Пятидесятницы
- Иванов день — 24 июня
- Преображение Господне — 6 августа
- День всех святых — 1 ноября